# Mozambik világörökségi helyszínei
Mozambik területéről eddig egy helyszín került fel a világörökségi listára, négy helyszín a javaslati listán várakozik a felvételre. 
| | Mozambik szigete |
| 1991 |                  |
| Kulturális (IV)(VI) |                  |
| Hivatkozás: 599 |                  |
| Az Indiai-óceánban elterülő Mozambik szigetét, az ország névadóját a szárazfölddel egy 5 kilométer hosszú híd köti össze. Arab kereskedők már a 10. században egy települést alapítottak a területen, de igazán fontossá a 15. század végétől vált, miután Vasco da Gama kikötött a szigeten majd a portugál gyarmatbirodalom egyik fontos kikötője és átrakodóállomása lett. 500 éven keresztül, egészen 1975-ig a portugálok gyarmata volt, akik az indiai szubkontinenssel és annak közvetítésével egész Ázsiával kereskedtek. A sziget építészeti öröksége a sokáig változatlan építési technológiák, építőanyagok és díszítőelemek miatt rendkívül egységes. Az épületek kialakításakor a helyi hagyományok portugál, arab és indiai hatásokkal keveredtek. Itt található az 1521-ben épített Bástyás Szűz Mária-kápolna, ami feltehetően a legrégebbi épület az Egyenlítőtől délre. A Szent Sebestyén erődöt 1558 és 1620 között emelték helyi barokk stílusban. Hasonló stílusjegyeket mutatnak további védelmi létesítmények, erődök és számos egyházi épület is. 1975 után az ország fővárosává, közigazgatási székhelyévé vált és továbbra is megőrizte a kereskedelemben betöltött fontos szerepét. |                  |

## Elhelyezkedése
| Mozambik szigete |

## Javasolt helyszínek
| Név                    | Kép | Típus      | Kritérium  | Év   | Hiv. |
| ---------------------- | --- | ---------- | ---------- | ---- | ---- |
| Maputo Nemzeti Park    |     | természeti | VII, IX, X | 2022 |      |
| Quirimba-szigetcsoport |     | vegyes     | II, IV, X  | 2008 |      |
| Vumba-hegység          |     | kulturális | III, VI    | 2008 |      |
| Manyikeni és Chibuene  |     | kulturális | III        | 1997 |      |